# Richard Schurig
Bruno Ewald Richard Schurig (6 juin 1820 ou 1825 - 29 août 1896) est un professeur de mathématiques et d'Astronomie, joueur d'échecs et un compositeur d'études d'échecs saxon du XIXe siècle.

## Référence
- Fiche de Richard Schurig sur le site edochess